# Myopa scutellaris
Myopa scutellaris är en tvåvingeart som beskrevs av Olivier 1811. Myopa scutellaris ingår i släktet Myopa och familjen stekelflugor.
Artens utbredningsområde är Frankrike. Inga underarter finns listade i Catalogue of Life.